# Ен ден дини
Ен ден дини је стара дечја разбрајалица. Деца је певају уз различите игре: школицу, жмурке и сличне, или се једноставно забављају песмицама. Постоји у много варијација, али увек у дводелном ритмичком обрасцу.

## Порекло разбрајалице
| Различите верзије разбрајалице |
| Ен, ден, дини, сава, рака, дини, сава, рака, тика, така, бија, баја, буф, триф, траф, труф! Ен, ден, дину сава, рака, тину, сава, рака, тика, така, елем, белем, буф, триф, траф, труф! Ен, тен, тини, сава, рака, тини, сава, рака, тика, така, бија, баја, буф! Ен, ден, дино, сава, рака, тино, сава, рака, тика, така, елем, белем, бу! |

Већина лингвиста данас сматра да је реч о речима без значења.
Разбрајалица је позната и у другим културама (на пример, на енглеском гласи Eeny, meeny, miny, moe). Занимљиво је да се међу децом у Израелу ова разбрајалица декламује се са сличним речима и изговором.

## У савременој култури
| Разбрајалица на хебрејском језику |
|                                   |

Разбрајалица је ушла и у новије дечје песме. На Музичком албуму Дечје заврзламе и остале керефеке за маме, тате, баке и деке, композитора Радета Радивојевића, налази се песма под називом Ен ден дини, коју изводе глумац Младен Андрејевић и хор Основне школе „Јосиф Панчић".
Као део рефрена ушла је у песму емитовану у дечјој емисији Rechov Sumsum, израелској верзији Улице Сезам, на хебрејском и арапском језику.
На албуму Ходи (1996), београдске музичке групе Ван Гог, у песми Замисли ова разбрајалица представља целу једну строфу.